# Stade Moses-Mabhida
Pour les articles homonymes, voir Moses.
Le Moses Mabhida Stadium (ex-King Senzangakhona Stadium ou King's Park) ou stade Moses-Mabhida est un stade situé à Durban en Afrique du Sud.
Il est consacré au rugby à XV, au football et à l'athlétisme.
Le stade est retenu pour accueillir la coupe du monde de football de 2010.
Il est nommé en hommage à Moses Mabhida, un ancien secrétaire général du parti communiste sud-africain.
Sa capacité est de 62 760 places. Il est construit sur le terrain de l'ancien stade Kings Park Soccer Stadium qui a été démoli.
Il est surplombé par deux grandes arches qui s'élèvent à 106 mètres au-dessus de son toit (pour 350 m de long) et comprenant une plateforme d'observation au sommet.
Le stade a trois étages et fait partie du nouveau complexe sportif de Kings Park Sporting Precinct. Ce complexe peut aussi accueillir différentes disciplines sportives comme l'athlétisme, le rugby et la natation.

## Histoire
Le stade a été inauguré le 29 novembre 2009 avec une rencontre du championnat d'Afrique du Sud de football opposant l'AmaZulu Football Club et Maritzburg United (0-1).

## Événements
- Coupe du monde de football de 2010.

## Galerie

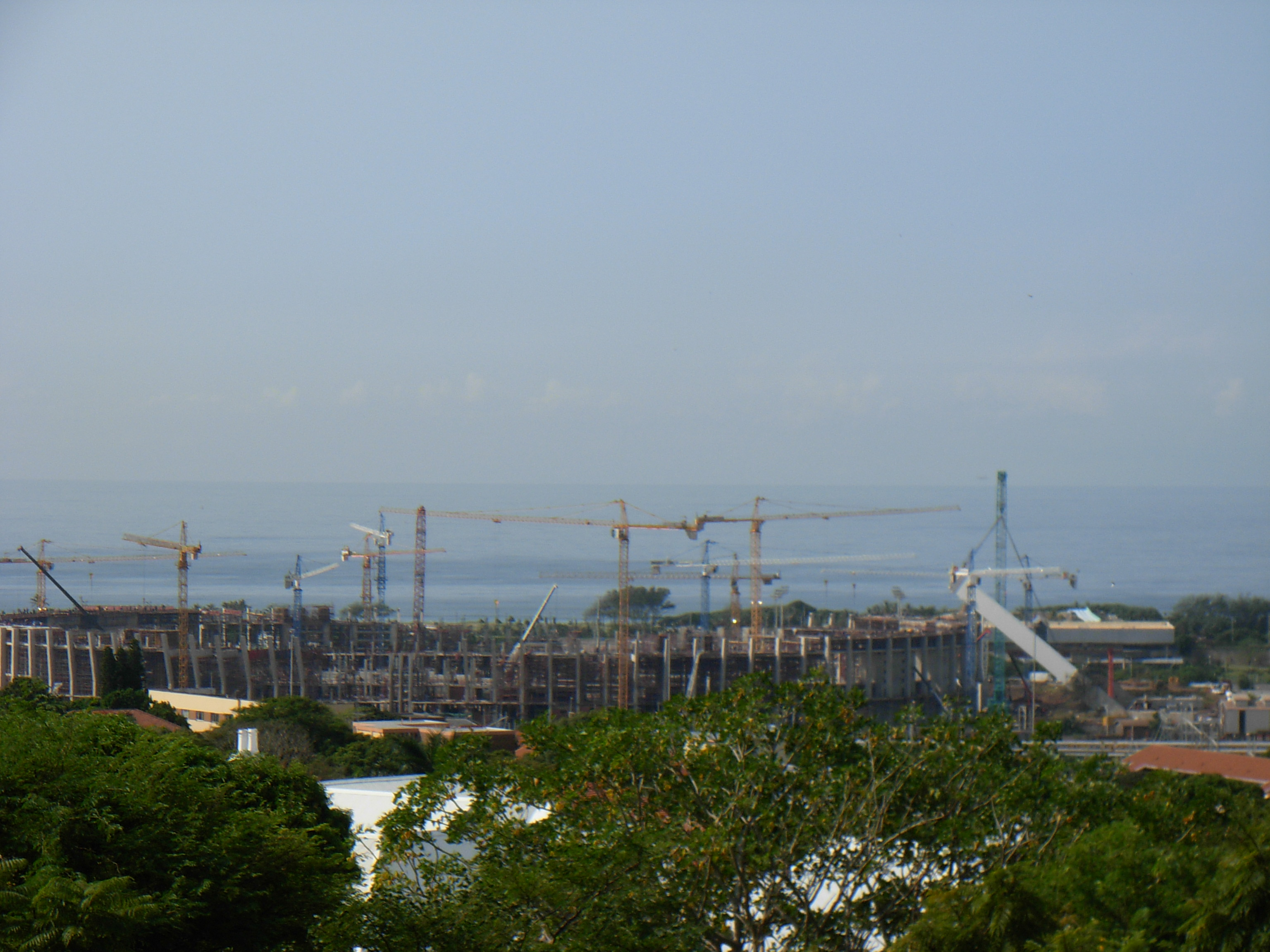
En avril 2008
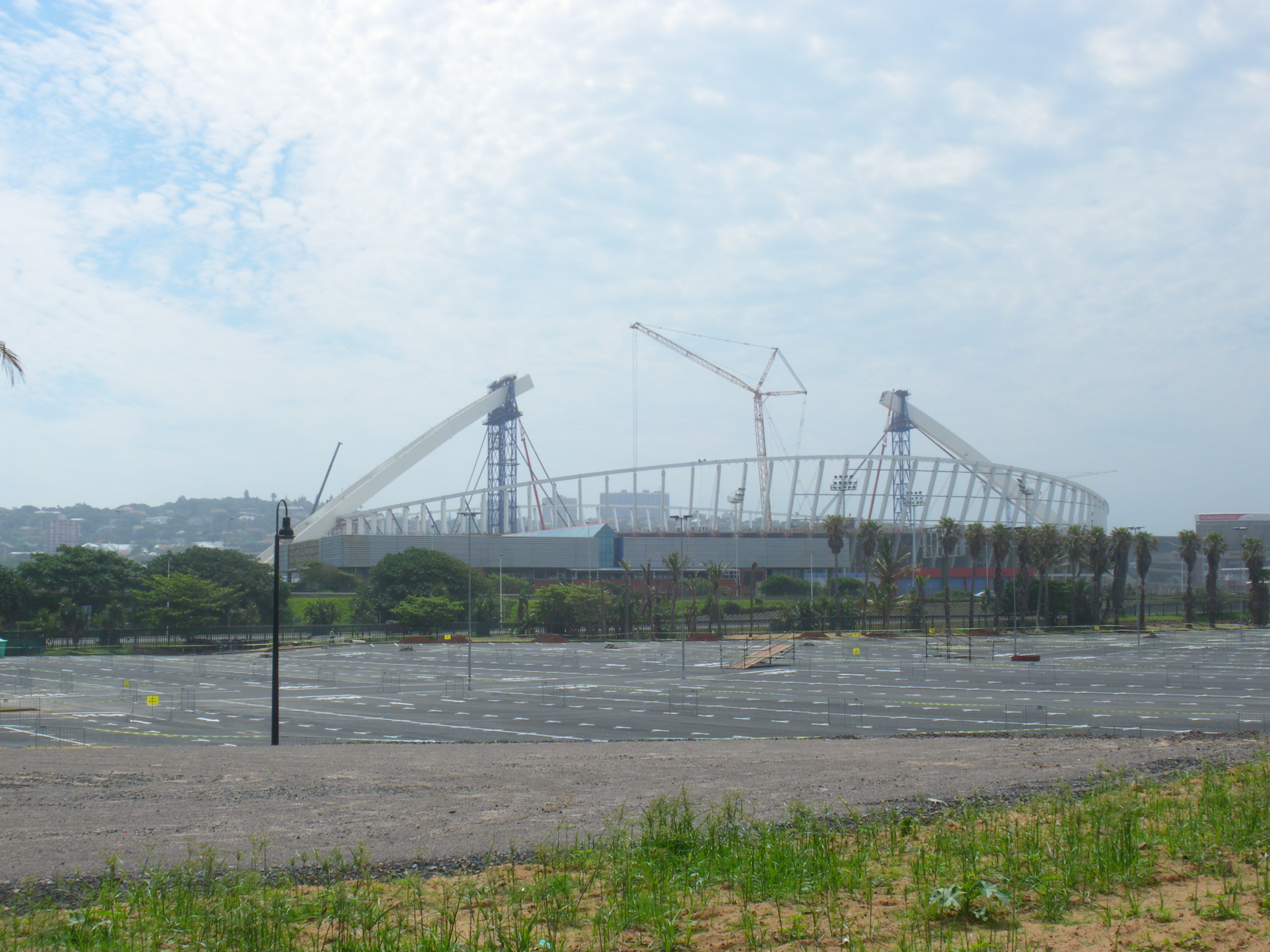
En novembre 2008